# Dasyuridae
Dasyuridae é uma família de mamíferos marsupiais nativa da Austrália e Nova Guiné.O grupo inclui cerca de 65 espécies distribuídas por 15 géneros, entre as quais o diabo-da-tasmânia, o maior carnívoro marsupial da actualidade.
Os dasiurídeos são animais de pequeno a médio porte, pesando entre algumas gramas e 8 kg. Todos apresentam um corpo alongado, com cabeça afilada e uma cauda longa, peluda e não preênsil. Os dasiurídeos são plantígrados, isto é deslocam-se com a pata totalmente assente no chão, e a estrutura da pata não é sindáctila, o que os distingue do grupo dos cangurus (ordem Diprotodontia). As espécies arborícolas têm um dedo extra nas patas traseiras. A dentição está adaptada a uma alimentação carnívora ou insectívora, consoante as espécies, de modo a poder apresentar as seguintes fórmula dentária: {\displaystyle {\tfrac {4.1.2.4}{3.1.2.4}}\times 2=42} ou {\displaystyle {\tfrac {4.1.3.4}{3.1.3.4}}\times 2=46}. Os molares têm arestas cortantes. Esta fórmula dentária distingue o grupo da ordem Didelphimorphia, que apresenta 8/10 dentes incisivos.
A maioria dos dasiurídeos não têm marsúpio, ou bolsa, onde proteger as crias durante os primeiros tempos de vida. As tetas da fêmea estão distribuidas em círculo no abdómen, que pode ter pregas de pele e gordura que actuam como protecção.

## Taxonomia
- Família – Dasyuridae (Goldfuss, 1820)
  - Subfamília – Dasyurinae (Goldfuss, 1820)
    - Tribo – Dasyurini (Goldfuss, 1820)
      - Gênero – Dasycercus (Peters, 1875) - mulgara
        - Espécie – Dasycercus cristicauda (Krefft, 1867)
        - Espécie – Dasycercus blythi (Waite, 1904)

      - Gênero – Dasykaluta (Archer, 1982) - kaluta
        - Espécie – Dasykaluta rosamondae (Ride, 1964)

      - Gênero – Dasyuroides (Spencer, 1896) - kowari
        - Espécie – Dasyuroides byrnei (Spencer, 1896)

      - Gênero – Dasyurus (Geoffroy, 1796) - quoll
        - Espécie – Dasyurus albopunctatus (Schlegel, 1880)
        - Espécie – Dasyurus geoffroii (Gould, 1841)
        - Espécie – Dasyurus hallucatus (Gould, 1842)
        - Espécie – Dasyurus maculatus (Kerr, 1792)
        - Espécie – Dasyurus spartacus (Van Dyck, 1987)
        - Espécie – Dasyurus viverrinus (Shaw, 1800)

      - Gênero – Myoictis (Gray, 1858)
        - Espécie – Myoictis leucura (Woolley, 2005)
        - Espécie – Myoictis melas (Müller, 1840)
        - Espécie – Myoictis wallacei (Gray, 1858)
        - Espécie – Myoictis wavicus (Tate, 1947)

      - Gênero – Neophascogale (Stein, 1933)
        - Espécie – Neophascogale lorentzi (Jentink, 1911)

      - Gênero – Parantechinus (Tate, 1947)
        - Espécie – Parantechinus apicalis (Gray, 1842)

      - Gênero – Phascolosorex (Matschie, 1916)
        - Espécie – Phascolosorex doriae (Thomas, 1886)
        - Espécie – Phascolosorex dorsalis (Peters e Doria, 1876)

      - Gênero – Pseudantechinus (Tate, 1947)
        - Espécie – Pseudantechinus bilarni (Johnson, 1954)
        - Espécie – Pseudantechinus macdonnellensis (Spencer, 1896)
        - Espécie – Pseudantechinus mimulus (Thomas, 1906)
        - Espécie – Pseudantechinus ningbing (Kitchener, 1988)
        - Espécie – Pseudantechinus roryi (Cooper, Aplin e Adams, 2000)
        - Espécie – Pseudantechinus woolleyae (Kitchener e Caputi, 1988)

      - Gênero – Sarcophilus (Cuvier, 1837) - diabo-da-tasmânia
        - Espécie – Sarcophilus harrisii (Boitard, 1841)

    - Tribo – Phascogalini (Gill, 1872)
      - Gênero – Antechinus (Macleay, 1841)
        - Espécie – Antechinus adustus (Thomas, 1923)
        - Espécie – Antechinus agilis (Dickman, et AL, 1998)
        - Espécie – Antechinus bellus (Thomas, 1904)
        - Espécie – Antechinus flavipes (Waterhouse, 1837)
        - Espécie – Antechinus godmani (Thomas, 1923)
        - Espécie – Antechinus leo (van Dick, 1980)
        - Espécie – Antechinus minimus (Geoffroy, 1803)
        - Espécie – Antechinus stuartii (Macleay, 1841)
        - Espécie – Antechinus subtropicus (van Dick e Crowther, 2000)
        - Espécie – Antechinus swainsonii (Waterhouse, 1840)

      - Gênero – Micromurexia (Van Dyck, 2002)
        - Espécie – Micromurexia habbema (Tate e Archbold, 1941)

      - Gênero – Murexechinus (Van Dyck, 2002)
        - Espécie – Murexechinus melanurus (Thomas, 1899)

      - Gênero – Murexia (Tate e Archbold, 1937)
        - Espécie – Murexia longicaudata (Schlegel, 1866)

      - Gênero – Phascogale (Temminck, 1824)
        - Espécie – Phascogale calura (Gould, 1844)
        - Espécie – Phascogale tapoatafa (Meyer, 1793)

      - Gênero – Phascomurexia (Van Dick, 2002)
        - Espécie – Phascomurexia naso (Jentink, 1911)

      - Gênero – Paramurexia (Van Dick, 2002)
        - Espécie – Paramurexia rothschildi (Tate, 1938)

  - Subfamília – Sminthopsinae (Archer, 1982)
    - Tribo – Sminthopsini (Archer, 1982)
      - Gênero – Antechinomys (Krefft, 1866)
        - Espécie – Antechinomys laniger (Gould, 1856)

      - Gênero – Ningaui (Archer, 1975)
        - Espécie – Ningaui ridei (Archer, 1975)
        - Espécie – Ningaui timealeyi (Archer, 1975)
        - Espécie – Ningaui yvonnae (Kitchener, Stoddart e Henrry, 1983)

      - Gênero – Sminthopsis (Thomas, 1887)
        - Grupo crassicaudata
          - Espécie – Sminthopsis crassicaudata (Gould,1844)

        - Grupo macroura
          - Espécie – Sminthopsis bindi (van Dyck, Woinarski e Press, 1994)
          - Espécie – Sminthopsis butleri (Archer, 1979)
          - Espécie – Sminthopsis douglasi (Archer, 1979)
          - Espécie – Sminthopsis macroura (Gould,1845)
          - Espécie – Sminthopsis virginiae (de Tarragon, 1847)

        - Grupo granulipes
          - Espécie – Sminthopsis granulipes (Troughton, 1932)

        - Grupo griseoventer
          - Espécie – Sminthopsis aitkeni (Kitchener, Stoddart e Henry, 1984)
          - Espécie – Sminthopsis boullangerensis (Crowther, Dickman e Lynam, 1999)
          - Espécie – Sminthopsis griseoventer (Kitchener, Stoddart e Henry, 1984)

        - Grupo longicaudata
          - Espécie – Sminthopsis longicaudata (Spencer, 1909)

        - Grupo murina
          - Espécie – Sminthopsis archeri (van Dyck, 1986)
          - Espécie – Sminthopsis dolichura (Kitchener, Stoddart e Henry, 1984)
          - Espécie – Sminthopsis fuliginosus (Gould, 1852)
          - Espécie – Sminthopsis gilberti (Kitchener, Stoddart e Henry, 1984)
          - Espécie – Sminthopsis leucopus (Gray, 1842)
          - Espécie – Sminthopsis murina (Waterhouse, 1838)

        - Grupo psammophila
          - Espécie – Sminthopsis hirtipes (Thomas, 1898)
          - Espécie – Sminthopsis ooldea (Troughton, 1965)
          - Espécie – Sminthopsis psammophila (Spencer, 1895)
          - Espécie – Sminthopsis youngsoni (McKenzie e Archer, 1982)

        - Tribo – Planigalini (Archer, 1982)
          - Gênero – Planigale (Troughton, 1928)
            - Espécie – Planigale gilesi (Aitken, 1972)
            - Espécie – Planigale ingrami (Thomas, 1906)
            - Espécie – Planigale maculata (Gould, 1851)
            - Espécie – Planigale novaeguineae (Tate e Archbold, 1941)
            - Espécie – Planigale tenuirostris (Troughton, 1928)